# Clemente di Llanthony
Clemente di Llanthony (Gloucester, XII secolo – Llanthony, XII secolo) è stato un presbitero, teologo e scrittore normanno.
Fu priore del priorato di Llanthony, dove divenne canonico e dove studiò negli anni della sua prima formazione. Dopo aver occupato l'incarico di vicepriore, ottenne la carica di priore attorno al 1150 e morì poco dopo il 1167 anche se l'anno esatto non è conosciuto.
Gli scritti teologici di Clemente di Llanthony sono in gran parte derivati da altri scritti e non presentano innovazioni di pensiero rispetto alla sua epoca. Gran parte di essi sono collezioni di commentari dei vangeli, inclusa un'armonizzazione evangelica. Di lui sopravvivono in tutto 40 opere manoscritte.

## Biografia
Clemente era nativo di Gloucester e, ancora giovanissimo, divenne canonico del priorato di Llanthony. Era imparentato con Miles di Gloucester, conte di Hereford; secondo altri resoconti ne era il fratello minore. Clemente venne educato a Llanthony sotto la guida di Geraldo del Galles e di Osberto di Clare che erano tra i molti teologi che lavoravano in loco all'epoca della formazione di Clemente. Egli ottenne e mantenne l'incarico di vicepriore sino alla sua elezione a priore nel 1150 circa.
Il primo documento che lo cita come priore risale al 22 aprile 1152 e l'ultima sua apparizione in questo senso risale ad una serie di documenti compresi nell'arco temporale tra il 1167 ed il 1177. La sua reggenza come esemplare non è considerata dagli storici come esemplare per l'epoca, ma egli si preoccupò ad ogni modo attivamente della vita spirituale. La causa di morte di Clemente fu probabilmente un infarto, ma la data della sua morte è sconosciuta.

## Opere
Clemente scrisse un gran numero di opere teologiche, molte delle quali sono giunte sino a noi. Tra queste vi sono dei commentari sugli Atti degli Apostoli e sulle Lettere cattoliche, oltre alle opere dal titolo De tribus in paenitentia consideranda e Unum ex quatuor. L'opera De sex alis cherubin gli è generalmente ascritta, ma vi sono delle incertezze su tale attribuzione. Altri manoscritti inglesi dell'epoca come il De sex sono ascritti alla mano di Clemente, ma altrove essi sono associati ad Alain di Lille. È possibile che Alain abbia utilizzato l'opera di Clemente e questo abbia poi portato a confusioni tra i due testi. Tra le opere che è risaputo che Clemente abbia scritto ma di cui non ci sono giunte tracce sono un commentario sul Libro della Rivelazione, uno sulla regola agostiniana, un'opera dal titolo Summa de dialectica et theologia, e probabilmente un commentario sui vangeli. Quest'ultima opera, come è stato notato dallo studioso John Leland, è forse da ritenersi confusa solutamente con l'Unum ex quatuor dello stesso Clemente. Altra sua possibile opera fu probabilmente le Meditationes de beata Virgine. Clemente realizzò inoltre delle glosse ai Salmi che si trovano riportate nell'opera di Gilbert de la Porrée.
L'Unum ex quatuor, talvolta noto come Concordia Quattuor Evangelistarum, è un'armonizzazione evangelica alla quale Clemente aggiunse un grande commentario personale. L'Unum divenne un testo standard sui vangeli sia nell'Inghilterra medievale che nel continente. Fu la base dei canoni compilati nel XIII secolo da Guglielmo di Nottingham I per il capitolo provinciale dei francescani in Inghilterra e poi rivisti nel XIV secolo da Guglielmo di Nottingham II. Venne anche tradotto in lingua inglese media col titolo di Oon of Foure, come pure venne usato dai lollardi nel XIV secolo. Le opere di Clemente erano ancora popolari e copiate nel XV secolo.
Gran parte delle opere di Clemente erano derivate e non contengono pensieri originali rispetto a quelli della sua epoca. Essi si dedicano al commento di altre opere. Il commentario di Clemente sulla sua armonizzazione evangelica sembra basato su opere precedenti sui vangeli.